# National Film Award du meilleur court-métrage
Le National Film Award du meilleur court-métrage est l'une des catégories des National Film Awards présentées annuellement par la Direction des festivals de films, l'organisation créée par le ministère de l'Information et de la Radiodiffusion en Inde. C'est l'un des nombreux prix décernés pour les longs métrages et décerné avec le Golden Lotus (Swarna Kamal).
Le prix est annoncé pour tous les courts-métrages et les documentaires produits dans toute l'Inde, quelle que soit l'industrie, quelle que soit la langue indienne.

## Liste des vainqueurs
| Année      | Film(s)                                                         | Langue(s)          | Producteur(s)                                                                      | Réalisateur(s)                                  | Refs.  |
| ---------- | --------------------------------------------------------------- | ------------------ | ---------------------------------------------------------------------------------- | ----------------------------------------------- | ------ |
| 1953 (1e)  | Mahabalipuram                                                   | Anglais            | Films Division                                                                     | Jagat Murari                                    | [ 1 ]  |
| 1953 (1e)  | Holy Himalayas                                                  | Anglais            | Films Division                                                                     | K. L. Khandpur                                  | [ 1 ]  |
| 1953 (1e)  | Tree of Wealth                                                  | Anglais            | Information Films of India                                                         | A. Bhaskar Rao                                  | [ 1 ]  |
| 1954 (2e)  | Spirit of the Loom                                              | Anglais            | Films Division                                                                     | V. R. Sarma                                     | [ 2 ]  |
| 1954 (2e)  | Darjeeling                                                      | Anglais            | Films Division                                                                     | K. L. Khandpur                                  | [ 2 ]  |
| 1954 (2e)  | Golden River                                                    | Anglais            | Films Division                                                                     | P. V. Pathy                                     | [ 2 ]  |
| 1955 (3e)  | Magic of Mountains                                              | Anglais            | Films Division                                                                     | Mushir Ahmed                                    | [ 3 ]  |
| 1955 (3e)  | Wonder of Work                                                  | Anglais            | Films Division                                                                     |                                                 | [ 3 ]  |
| 1955 (3e)  | Education for Life                                              | Anglais            | Ama Ltd.                                                                           |                                                 | [ 3 ]  |
| 1956 (4e)  | Gotama The Buddha                                               | Anglais            | Bimal Roy Productions for Films Division                                           | Rajbans Khanna                                  | [ 4 ]  |
| 1956 (4e)  | Khajuraho                                                       | Anglais            | Films Division                                                                     | M. Wadhwani                                     | [ 4 ]  |
| 1956 (4e)  | A Village In Travancore                                         | Anglais            | Art Films of Asia Private Ltd. for Burmah-Shell                                    | Fali Billimoria                                 | [ 4 ]  |
| 1957 (5e)  | A Himalayan Tapestry                                            | Anglais            | Burmah Shell                                                                       | Mohan Bhavnani                                  | [ 5 ]  |
| 1957 (5e)  | Mandu                                                           | Anglais            | Films Division                                                                     | Neil Gokhale                                    | [ 5 ]  |
| 1957 (5e)  | Dharti Ki Jhankar                                               | Anglais            | Films Division                                                                     | Bhaskar Rao                                     | [ 5 ]  |
| 1958 (6e)  | Radha Krishna                                                   | Anglais            | Films Division                                                                     | J. S. Bhownagary                                | [ 6 ]  |
| 1958 (6e)  | The Story of Dr. Karve                                          | Anglais            | Films Division                                                                     | Neil Gokhale, Ram Gabale                        | [ 6 ]  |
| 1958 (6e)  | Call of the Mountains                                           | Hindi              | Films Division                                                                     | A. K. Chaudhuri                                 | [ 6 ]  |
| 1959 (7e)  | Kathakali                                                       | Anglais            | Films Division                                                                     | Mohan Wadhwani                                  | [ 7 ]  |
| 1959 (7e)  | Mayurakshi Dam                                                  | Hindi              | Films Division                                                                     | N. K. Issar                                     | [ 7 ]  |
| 1960 (8e)  | Kangra and Kulu                                                 | Anglais            | Films Division                                                                     | N. S. Thapu                                     | [ 8 ]  |
| 1960 (8e)  | Saga of Service                                                 | Anglais            | Films Division                                                                     | Dilip Jamdar                                    | [ 8 ]  |
| 1960 (8e)  | The Weavers                                                     | Anglais            | Films Division                                                                     | F. R. Bilimoria                                 | [ 8 ]  |
| 1961 (9e)  | Rabindranath Tagore                                             | Anglais            | Films Division                                                                     | Satyajit Ray                                    | [ 9 ]  |
| 1961 (9e)  | Our Feathered Friends                                           | Anglais            | Films Division                                                                     | Gopal Datt                                      | [ 9 ]  |
| 1961 (9e)  | Romance of the Indian Coin                                      | Anglais            | Films Division                                                                     | G. H. Saraiya                                   | [ 9 ]  |
| 1962 (10e) | Four Centuries Ago                                              | Anglais            | Films Division                                                                     | Shanti Verma                                    | [ 10 ] |
| 1962 (10e) | Himalayan Heritage                                              | Anglais            | Films Division                                                                     | N. S. Thapu                                     | [ 10 ] |
| 1962 (10e) | The Telco Story                                                 | Anglais            | Hunnar Films                                                                       | Clement Baptista                                | [ 10 ] |
| 1963 (11e) | Song of the Snow                                                | Anglais            | Films Division                                                                     | N. S. Thapu                                     | [ 11 ] |
| 1963 (11e) | Malwa                                                           | Anglais            | Films Division                                                                     | S. N. S. Sastry                                 | [ 11 ] |
| 1963 (11e) | Jain Temples of India                                           | Anglais            | Films Division                                                                     | Arun Chaudhari                                  | [ 11 ] |
| 1964 (12e) | One Day                                                         | Anglais            | Jagat Murari                                                                       | S. N. S. Sastry                                 | [ 12 ] |
| 1964 (12e) | All Under Heaven By Force                                       | Anglais            | J. B. H. Wadia                                                                     | J. B. H. Wadia                                  | [ 12 ] |
| 1964 (12e) | And Miles To Go                                                 | Anglais            | S. Sukhdev                                                                         | S. Sukhdev                                      | [ 12 ] |
| 1965 (13e) | Cloven Horizon                                                  | Anglais            | Kantilal Rathod                                                                    | Kantilal Rathod                                 | [ 13 ] |
| 1965 (13e) | Across India                                                    | Anglais            | Films Division                                                                     | Gopal Datt                                      | [ 13 ] |
| 1966 (14e) |                                                                 |                    |                                                                                    |                                                 |        |
| 1967 (15e) | India '67                                                       |                    | P. Sukhdev                                                                         | P. Sukhdev                                      | [ 14 ] |
| 1968 (16e) | Everest                                                         | Anglais            | Arun Chowdhury for Films Division                                                  | N. S. Thapa                                     | [ 15 ] |
| 1969 (17e) | Amrita Sher-Gil                                                 | Anglais            | B. D. Garga                                                                        | B. D. Garga                                     | [ 16 ] |
| 1970 (18e) | Non décerné                                                     | Non décerné        | Non décerné                                                                        | Non décerné                                     | [ 17 ] |
| 1971 (19e) |                                                                 |                    |                                                                                    |                                                 |        |
| 1972 (20e) | The Inner Eye                                                   | Anglais            | Satyajit Ray                                                                       | Satyajit Ray                                    | [ 18 ] |
| 1973 (21e) | The Flame Burns Bright                                          | Anglais            | Ashish Mukherjee                                                                   | Ashish Mukherjee                                | [ 19 ] |
| 1974 (22e) | Man In Search of Man                                            | Anglais            | G. P. Asthana for Films Division                                                   | Prem Vaidya for Films Division                  | [ 20 ] |
| 1975 (23e) | Winged Wonderland                                               | Anglais            | Shanti Varma                                                                       | Shanti Varma                                    | [ 21 ] |
| 1976 (24e) |                                                                 |                    |                                                                                    |                                                 |        |
| 1977 (25e) | Deshratna Rajendra Prasad                                       | Hindi              | Arvind Kumar Sinha                                                                 | M. Prabhat                                      | [ 22 ] |
| 1978 (26e) | Rumtek: A Monastery Wrethed In A Hundred Thousand Rainbows      | Anglais            | Romesh Sharma                                                                      | Romesh Sharma                                   | [ 23 ] |
| 1979 (27e) |                                                                 |                    |                                                                                    |                                                 |        |
| 1980 (28e) | Daldal                                                          | Hindi              | Krystyna Khote                                                                     | Pradeep Dixit                                   | [ 24 ] |
| 1981 (29e) | Faces After The Storm                                           | Hindi              | Yash Chaudhary for Films Division                                                  | Prakash Jha                                     | [ 25 ] |
| 1982 (30e) | An Indian Story                                                 | Anglais            | Suhasini Mulay                                                                     | Tapan K. Bose                                   | [ 26 ] |
| 1983 (31e) | The Procession                                                  | Anglais            | Aurora Films Corporation                                                           | Anjan Bose                                      | [ 27 ] |
| 1984 (32e) | Music of Satyajit Ray                                           | Anglais            | NFDC                                                                               | Utpalendu Chakrabarty                           | [ 28 ] |
| 1985 (33e) | Bombay: Our City                                                | Anglais            | Anand Patwardhan                                                                   | Anand Patwardhan                                | [ 29 ] |
| 1986 (34e) | The Land of Sand Dunes                                          | Anglais            | Orchid Films Pvt. Ltd.                                                             | Gautam Ghose                                    | [ 30 ] |
| 1987 (35e) | Bhopal: Beyond Genocide                                         | Anglais            | Cinemart Foundation                                                                | - Tapan K. Bose - Suhasini Mulay - Salim Shaikh | [ 31 ] |
| 1988 (36e) | Kanaka Purandara                                                | Kannada            | Girish Karnad for Films Division                                                   | Girish Karnad                                   | [ 32 ] |
| 1989 (37e) | Aar Koto Din                                                    | Bengali            | - Department of Information and Cultural Affairs India - Government of West Bengal | Shashi Anand                                    | [ 33 ] |
| 1990 (38e) | Graven Image                                                    | Anglais            | - Sumitendra Nath Tagore - Shyamasree Tagore                                       | Abhijit Chattopadhyay                           | [ 34 ] |
| 1991 (39e) | Sons of Abotani: The Misings                                    | Mishing            | Dilip Doley                                                                        | Gautam Bora                                     | [ 35 ] |
| 1992 (40e) | In Search of Indian Theatre                                     | Anglais            | Arundhati Chatterjee                                                               | Abhijit Chattopadhyay                           | [ 36 ] |
| 1993 (41e) | Maihar Raag                                                     | Bengali            | Sunil Shanbag                                                                      | Arun Bhattacharjee                              | [ 37 ] |
| 1994 (42e) | Rasayatra                                                       | - Hindi - Anglais  | Interaction Video Communication                                                    | Nandan Kudhyadi                                 | [ 38 ] |
| 1995 (43e) | Tarana                                                          | Anglais            | Y. N. Engineer for Films Division                                                  | Rajat Kapoor                                    | [ 39 ] |
| 1996 (44e) | Sham's Vision                                                   | Anglais            | Manu Grover                                                                        | Shaji N. Karun                                  | [ 40 ] |
| 1997 (45e) | Jataner Jami                                                    | Bengali            | Raja Mitra and Associates                                                          | Raja Mitra                                      | [ 41 ] |
| 1998 (46e) | In The Forest Hangs a Bridge                                    | Anglais            | Sanjay Kak                                                                         | Sanjay Kak                                      | [ 42 ] |
| 1999 (47e) | Dui Paatan Ke Beech Mein (Between the Devil and the Deep River) | Hindi              | Arvind Sinha                                                                       | Arvind Sinha                                    | [ 43 ] |
| 2000 (48e) | Rasikpriya                                                      | - Hindi - Anglais  | Ministère des Affaires étrangères (Inde)                                           | Arun Vasant Khopkar                             | [ 44 ] |
| 2001 (49e) | Sonal                                                           | - Hindi - Anglais  | Films Division                                                                     | Prakash Jha                                     | [ 45 ] |
| 2002 (50e) | Narayan Gangaram Surve                                          | Marathi            | Khayal Trust                                                                       | Arun Khopkar                                    | [ 46 ] |
| 2003 (51e) | War and Peace                                                   | Anglais            | Anand Patwardhan                                                                   | Anand Patwardhan                                | [ 47 ] |
| 2003 (51e) | Kaya Poochhe Maya Se                                            | Hindi              | Arvind Sinha                                                                       | Arvind Sinha                                    | [ 47 ] |
| 2004 (52e) | Girni                                                           | Marathi            | Tripurari Sharan for FTII                                                          | Umesh Vinayak Kulkarni                          | [ 48 ] |
| 2005 (53e) | Riding Solo to the Top of the World                             | Anglais            | - Gaurav A. Jani - P. T. Giridhar Rao                                              | Gaurav A. Jani                                  | [ 49 ] |
| 2006 (54e) | Bishar Blues                                                    | Anglais            | Amitabh Chakraborty                                                                | Amitabh Chakraborty                             | [ 50 ] |
| 2007 (55e) | Hope Dies Last In War                                           | - Anglais - Hindi  | Supriyo Sen                                                                        | Supriyo Sen                                     | [ 51 ] |
| 2008 (56e) | AFSPA 1958                                                      | - Meitei - Hindi   | - Bachaspa Timayun Sunzu - Haobam Paban Kumar                                      | Haobam Paban Kumar                              | [ 52 ] |
| 2009 (57e) | The Postman                                                     | Tamoul             | K. Hariharan                                                                       | B. Manohar                                      | [ 53 ] |
| 2009 (57e) | Bilal                                                           | - Bengali - Hindi  | Sourav Sarangi                                                                     | Sourav Sarangi                                  | [ 53 ] |
| 2010 (58e) | Germ                                                            | Hindi              | Satyajit Ray Film and Television Institute                                         | Snehal R. Nair                                  | [ 54 ] |
| 2011 (59e) | And We Play On                                                  | - Hindi - Anglais  | Pramod Purswane                                                                    | Pramod Purswane                                 | [ 55 ] |
| 2012 (60e) | Shepherds of Paradise                                           | - Gujari - ourdou  | Raja Shabir Khan                                                                   | Raja Shabir Khan                                | [ 56 ] |
| 2013 (61e) | Rangbhoomi                                                      | Hindi              | Films Division                                                                     | Kamal Swaroop                                   | [ 57 ] |
| 2014 (62e) | Tender Is The Sight                                             | Bengali            | Films Division                                                                     | Torsha Banerjee                                 | [ 58 ] |
| 2015 (63e) | Amdavad Ma Famous                                               | - Gujarati - Hindi | - Akanksha Tewari - Arya A. Menon                                                  | Hardik Mehta                                    | [ 59 ] |
| 2016 (64e) | FireFlies in the Abyss                                          | Anglais            | Chandrasekhar Reddy                                                                | Chandrasekhar Reddy                             | [ 60 ] |